# Brachionidium filamentosum
Brachionidium filamentosum är en orkidéart som beskrevs av Carlyle August Luer och Alexander Charles Hirtz. Brachionidium filamentosum ingår i släktet Brachionidium och familjen orkidéer. Inga underarter finns listade i Catalogue of Life.